# Vaccinium auriculifolium
Vaccinium auriculifolium är en ljungväxtart som beskrevs av Herman Otto Sleumer. Vaccinium auriculifolium ingår i Blåbärssläktet, och familjen ljungväxter. Inga underarter finns listade i Catalogue of Life.